# Sitzungsberichte der Königlich-Böhmischen Gesellschaft der Wissenschaften in Prag
Sitzungsberichte der Königlich-Böhmischen Gesellschaft der Wissenschaften in Prag (abreviado Sitzungsber. Königl. Böhm. Ges. Wiss. Prag) fue una revista con ilustraciones y descripciones botánicas que fue publicada en Praga desde 1859 hasta 1884. Fue  reemplazada por Sitzungsberichte der Königlichen Böhmischen Gesellschaft der Wissenschaften, Mathematisch-Naturwissenschaftliche Classe. 
Desde 1873 hasta 1884 tuvo como segundo título: Zprávy o zasedáni královská ceská spolecnosti nauk v Praze.